# 120 يوما في سدوم
120 يوما في سدوم، أو مدرسة الخلاعة (بالفرنسية: Les 120 journées de Sodome ou l'école du libertinage)‏ هي رواية للكاتب والنبيل الفرنسي دوناتيان ألفونس فرانسوا، ماركيز دي ساد. وصفت بأنها إباحية وشهوانية،  وكتبها دي ساد في عام 1785. وتحكي قصة أربعة أثرياء خليعين يقومون بتجربة أقصى درجات الإشباع الجنسي في العربدة. وهم يقومون بذلك بأن يغلقوا على أنفسهم لمدة أربعة أشهر في قلعة منيعة في سان مارتن دي بيلفيل في فرنسا، مع ست وأربعين ضحية، معظمهم من الذكور الشباب والإناث المراهقات، ويدخلون معهم أربعة مديرات لبيوت دعارة ليروين قصصهن ومغامرات حياتهن. شكلت مغامرات المديرات مصدر إلهام لانتهاك وتعذيب الضحايا، والذي يتصاعد تدريجيا حتى يصل إلى الموت في بعض الأحيان.
ظل العمل غير منشور حتى القرن العشرين. تم ترجمته في الآونة الأخيرة إلى العديد من اللغات، منها الإنكليزية واليابانية والألمانية. تم حظره من قبل بعض الحكومات بسبب موضوعاته حول العنف الجنسي والقسوة المفرطة.

## الحبكة
تقع أحداث الرواية في قلعة من العصور الوسطى نائية عاليًا في الجبال ومحاطة بغابات تفصلها عن بقية العالم، في زمن يعود لنهاية عهد لويس الرابع عشر أو في بداية فترة الوصاية (1715-1723).
تدور أحداث الرواية على مدى خمسة أشهر من تشرين الثاني (نوفمبر) إلى آذار (مارس)، فيها يحبس أربعة أشخاص أنفسهم في قلعة شاتو دي سيلنغ مع عدد من الضحايا والمتواطئين (وصف القلعة يتطابق مع شاتو دي لاكوست، وهي قلعة الماركيز دي ساد الخاصة)، ولأن الأحاسيس التي تنتجها أجهزة السمع هي الأكثر إثارةً قاموا بإحضار أربع عاهرات قدامى ليستمعوا إلى حكاياتهم المتنوعة عن الفساد، الأمر الذي سيلهمهم على الانخراط في أنشطة مماثلة مع ضحاياهم.
لم تتواجد الرواية بحالة كاملة بحيث كان القسم الأول فقط مكتوب بالتفصيل، أمّا الأجزاء الثلاثة المتبقية فهي عبارة عن مسودة على شكل ملاحظات، وفي معظم الترجمات لا تزال العبارات التي كتبها دي ساد لنفسه موجودة، فإما في البداية أو أثناء كتابة العمل قرر دي ساد بوضوح أنه لن يتمكن من إكمالها بالكامل، واختار كتابة ما تبقى من أرباعها الثلاث بإيجاز لإنهائها لاحقًا.
تصور القصة بعض الفكاهة السوداء، ويبدو دي ساد جذلًا في المقدمة ومناقضًا لنفسه، إذ يصر على أنه لا ينبغي أن يشعر المرء بالرعب من العواطف الـ 600 المبينة في القصة لأن الجميع لديهم أذواقهم الخاصة إلا أنه في الوقت نفسه يُحذّر من الأهوال القادمة، بشكل يوحي بأن القارئ يجب أن يكون لديه شكوك حول الاستمرار، وبالتالي فإنه يُمجّد وكذلك يحط من أبطاله الأربعة الرئيسيين، ويعلنهم تارةً أبطالاً متحرري الفكر وتارةً أشرارًا وضيعين في نفس المقطع غالبًا.

## الشخصيات
الشخصيات الأربعة الرئيسية هم رجال أثرياء بشكل لا يصدق، خليعين، متحجري القلب، «غير خاضعين لسيطرة القانون وبدون دين، تروقهم الجريمة، ولا يهتمون سوى بأهوائهم...ولا يطيعوا سوى القرارات المستبدة لشهواتهم الغادرة»، وليس من قبيل الصدفة أنهم شخصيات ذوات سلطة بالنسبة لمهنهم، فالكاتب يحتقر الدين والسلطة، وفي العديد من أعماله كان يستهزئ بهم من خلال تصوير القساوسة والأساقفة والقضاة وما شابه ذلك كمنحرفين جنسيًا ومجرمين، وهنا الشخصيات الرئيسية:
- دوق بلانجيس: عمره 50 عامًا، طويل القامة وذو قوة جنسية عالية ويصوّر على أنه جبان تمامًا وفخور بذلك، وهو بالطبع ثري جدًا، وقد قام لهذا الغاية بتسميم والدته وأخته.
- الأسقف: أخ بلانجيس ذو 45 عام، ويُوصَف كرجل هزيل وضعيف «بلسان بذيء»، وهو يستمتع بالجنس الشرج وخاصةً السلبي، كما يستمتع بالجمع بين القتل والجنس، ويرفض الجماع المهبلي.
- القاضي (رئيس كورفال): عمره 60 عامًا وُوصَف كرجل طويل وهزيل، وقد اعتاد أن يستمتع بإطلاق أحكام الإعدام على أشخاص يعرف أنهم بريئين.
- المصرفي (دورسيه): ذو 50 عامًا ويُوصف كرجل قصير وشاحب ومخنث.

وباقي الشخصيات هم: 4 عاهرات ليخبروا القصص، و8 رجال للمضاجعة 4 منهم اختاروهم بسبب حجم قضبانهم الضخمة، و4 صغيرات هم بنات الشخصيات الأساسية، و8 مراهقات إناث و8 آخرين ذكور جميعهم خطفوا واختيروا لجمالهم، و4 نساء كبيرات وقبيحات، بالإضافة شخصيات أخرى من الطباخين والخادمين.

## التاريخ
كتب دي ساد الرواية خلال 37 يوم في عام 1785 بينما كان في سجن الباستيل، ونظرًا لشُح مواد الكتابة والخشية من المصادرة، فقد كتبها بكتابة صغيرة على ورقة متواصلة طولها 12 مترًا مصنوعة من قطع صغيرة من الورق تم تهريبها إلى السجن ولصقها معًا، وعندما اقتُحِم ونُهِب الباستيل في 14 يوليو 1789 في بداية الثورة الفرنسية، اعتقد ساد أن عمله قد ضاع إلى الأبد وكتب في وقت لاحق أنه «بكى دموع الدماء» على خسارته.
ولكن الورقة الطويلة التي كتب عليها كانت مخبأة في جدران زنزانته، وبذلك نجت من مثيري الشغب، ليُنشَر العمل لأول مرة عام 1904 من قبل الطبيب النفسي إيوان بلوخ (الذي استخدم اسمًا مستعارًا «د. أوجين دورين» لتجنب الجدل)، ولم يصبح متاحًا على نطاق واسع حتى النصف الأخير من القرن العشرين في بلدان مثل المملكة المتحدة والولايات المتحدة وفرنسا.

## التقييمات
وصف دي ساد عمله بأنه «أكثر قصة بذيئة تم إخبارها منذ أن بدأ العالم»، واعتبر أول ناشر لهذا العمل -الدكتور بلوخ-أن تصنيفه الشامل لكل أنواع الأوهام الجنسية «ذو أهمية علمية... للأطباء، القانونيين، وعلماء الأنثروبولوجيا»، وساواه بكتاب كرافت إيبنج «الاعتلال النفسي الجنسي»، وقد كتبت النسوية سيمون دي بوفوار مقالًا بعنوان «أيجب أن نحرق ساد؟» احتجاجًا على إتلاف «120 يومًا في سدوم» بسبب الضوء الذي يلقيه على الجانب الأكثر ظلمةً للبشرية، وذلك عندما خططت السلطات الفرنسية في عام 1955لإتلافه بالإضافة إلى ثلاثة أعمال رئيسية أخرى كتبها ساد.
تعتبر الأكاديمية والناقدة الاجتماعية كاميل باليا أنّ عمل ساد «رد فعل تهكمي على جان جاك روسو» تحديدًا، وعلى مفهوم الطبيعة الفطرية الخيرة للإنسان عامةً، كما يقول الفيلسوف والسينمائي والناقد الأدبي جيل دولوز فيما يخص هذا العمل بالإضافة إلى باقي أعمال ساد وأعمال ليوبولد فون زاخر مازوخ:

## التسلسل الزمني
الرواية محددة بجدول زمني صارم، ففي كل شهر من الأشهر الأربعة الأولى (من نوفمبر إلى فبراير)، تتناوب البغايا كل يوم على سرد خمس قصص تتعلق بفيتشات زبائنهم الأكثر إثارةً للاهتمام، وبالتالي مجموع 150 قصة لكل شهر (من الناحية النظرية على الأقل ارتكب دي ساد عدد قليل من الأخطاء لأنه كان -بحسب ما يبدو-غير قادر على العودة لمراجعة ما كتبه)، ويمكن تقسيم الأهواء التي تحملها إلى أربع فئات -بسيطة ومعقدة وإجرامية وقاتلة -تتصاعد من حيث التعقيد والوحشية.
- تشرين الثاني (نوفمبر): شهر الأهواء البسيطة –الحكايات فيه هي الوحيدة التي كتبت بالتفصيل، وتعتبر «بسيطة» فقط لكونها لا تشمل إيلاج جنسي فعلي، حيث تشمل الحكايات الرجال الذين يحبون ممارسة العادة السرية في وجوه الفتيات البالغات من العمر سبع سنوات والانغماس في شرب البول والولع بالبراز، وهذا ما سيقومون به في باقي أقسام الرواية مع بناتهم والأطفال المختطفين.
- كانون الأول (ديسمبر): شهر الأهواء المعقدة -تتضمن هذه الحكايات انحرافاتٍ أكثر شذوذًا، مثل الرجال الذين يغتصبون الأطفال الإناث عن طريق المهبل وينغمسون في سفاح القربى والجلد، مع وجود حكايات حول رجال يمارسون أنشطة تدنيسية كأولئك الذين يستمتعون بممارسة الجنس مع الراهبات أثناء مشاهدة القداس، بالإضافة إلى القيام بانتزاع عذرية الأطفال الإناث في أمسيات العربدة الجماعية وممارسات منحرفة أخرى مستلهمة من قصص الشهر كالجلد.
- كانون الثاني (يناير): شهر الأهواء الإجرامية -تُسرَد حكايات عن منحرفين ينغمسون في أنشطة إجرامية لكنها لا تصل حد القتل التام، ومن بينها رجال يمارسون الجنس الشرجي مع طفلات يبلغن من العمر ثلاثة أعوام، ومن يتاجرون ببناتهم لمنحرفين آخرين ويراقبون ما يحصل لهم، ومن يقومون بتشويه النساء بتقطيع أصابعهن أو حرقهن، وخلال هذا الشهر يبدأ الأشخاص الأربعة بممارسة الجنس الشرجي مع الأطفال الستة عشر من الذكور والإناث، والذين يُعامَلون جنبًا إلى جنب مع الضحايا الآخرين بشكل أكثر وحشية مع مرور الوقت بالضرب والجلد المنتظم.
- شباط (فبراير): شهر الأهواء القاتلة -الحكايات الـ 150 الأخيرة التي تتضمن القتل، وهي تشمل منحرفين يسلخون الأطفال وهم أحياء، وينزعون أحشاء النساء الحوامل، ويحرقون عائلات بأكملها على قيد الحياة، ويقتلون أطفالًا حديثي الولادة أمام أمهاتهم، والحكاية الأخيرة هي الوحيدة التي كتبت بالتفصيل منذ الفصل الأول، وفيها يقوم الرجل بالاستمناء أثناء مشاهدة 15 فتاة مراهقة يُعَذّبن معًا حتى الموت، وخلال هذا الشهر يقتلون بوحشية ثلاثة من بناتهن الأربع، بالإضافة إلى أربعة من الأطفال الإناث واثنان من الذكور، كما تُوصَف بتفصيل كبير جريمة قتل إحدى الفتيات -ذوات الخمس عشرة عامًا- والمدعوة أوغستين مع التعذيب الذي تعرّضت له، بما في ذلك انتزاع اللحم من أطرافها وتشويه مهبلها وإخراج أمعائها من بطنها وإحراقها.

آذار (مارس): هو أقصر الأجزاء، وفيه يُلَخّص دي ساد الأشياء بشكل أكبر في هذه النقطة الأخيرة من الرواية، حيث يذكر الأيام التي يتم فيها التخلص من الأطفال الباقين على قيد الحياة والعديد من الشخصيات الأخرى دون تقديمه أي تفاصيل، مع ترك حاشية كتب فيها لنفسه عبارات تشير إلى نيته في شرح الأمور أكثر في التنقيح المستقبلي.
ربما كان واضحًا أن دي ساد كان مهتمًا بالطريقة التي تتطور بها الفيتشات الجنسية وكذلك شخصياته الأساسية الذين كانوا يحثون رواة القصص على تذكيرهم في المراحل اللاحقة بما كان يستمتع به الزبون -في القصة المحكية-خلال حياته وهو أصغر سنًا، وهناك بالتالي عدد من الشخصيات المتكررة مثل الرجل الذي كان يتمتع بغرز ثدي المرأة بالدبابيس في الحكايات الأولى، وعند عودته إلى الظهور في حكايات في فئة «الأهواء القاتلة» تصبح المتعة لديه في قتل النساء عن طريق اغتصابهن على قمة سرير من المسامير، وفي نهاية الرواية يرسم دي ساد قائمة بالشخصيات مع الإشارة للذين قُتلوا ومتى وكذلك الذين نجوا.
تعتبر الشخصيات الرئيسة أنه من الطبيعي بل من الروتيني الاعتداء جنسيًا على الأطفال الصغار جدًا من الذكور والإناث، وهناك الكثير من الولع بالبراز الذي يستهلكه الرجال كطعام شهي حيث قاموا بتصميم المعبد الصغير للتغوط.

## الأعمال السينمائية المقتبسة
في الفيلم السريالي «العصر الذهبي (1930)» من إخراج لويس بانويويل وتأليفه بالاشتراك مع سلفادور دالي، يخبرونا في المدخل التعريفي عن 120 يوم من الأعمال المنحرفة -في إشارة للرواية-وأن الناجين مستعدين للبروز، ليظهر دوق بلانجيس -والذي يفترض أن يشبه المسيح-على بوابه قلعة كشخص ملتحي يرتدي ثوبًا، عندما تحاول فتاة صغيرة الهرب من القلعة يقوم الدوق بتهدئتها وإعادتها، وتُسمَع بعدها صرخة ليظهر الدوق مجددًا ولكنه حليق اللحية وثوبه مغطى بالدماء هذه المرة.
وفي عام 1975 قام بيير باولو بازوليني بتحويل الكتاب إلى فيلم سالو أو120 يومًا في سدوم (Salò o le 120 giornate di Sodoma)، ينتقل الفيلم من فرنسا في القرن الثامن عشر إلى الأيام الأخيرة من نظام بينيتو موسوليني في جمهورية سالو (الجمهورية الإيطالية الاشتراكي)، وعادةً ما يُصنَّف سالو بين أكثر الأفلام إثارةً للجدل على الإطلاق.

## المخطوطة الأصلية

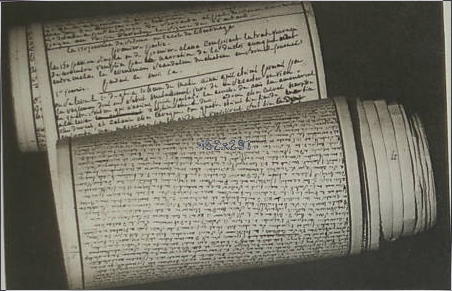
المخطوطة الأصلية لـ«120 يوما في سدوم» وهي عبارة عن لفافة كتبها الماركيز دو ساد في سجن الباستيل بطول 12 متراً وعرض 11 سنتيمتراً.

اشترى النبيل تشارلز دي نويل زوج ماري لور سليلة دي ساد المباشرة المخطوطة عام 1929، ثم ورثتها ابنتهما ناتالي التي احتفظت بها كملكية للأسرة، وكانت تخرجها من وقت لآخر وتريها للضيوف من بينهم كان الكاتب إيتالو كالفينو.
أودعت ناتالي المخطوطة إلى صديق خان الثقة عام 1982 وهربها سويسرا، حيث باعها لجيرارد نورمان مقابل 60000 دولار، تبع ذلك جدل قانوني دولي حيث أمرت محكمة فرنسية بإعادته إلى عائلة نويل، لكنه رُفِضَ عام 1998 من قبل محكمة سويسرية أعلنت أنه تم شراؤها من قبل الجامع بحسن نية.
عُرِضَت في سويسرا أولًا، ثم قام جيرارد لوريتير في عام 2004 بشرائها من الجامع بقيمة 7 ملايين يورو، ليتم نقلها إلى متحف الفنون والمخطوطات في باريس في عام 2014، ثم استولت عليه السلطات الفرنسية عام 2015، وقبل أن يؤخذ للمزاد في عام 2017 بأيام أُعلِنَت كنز وطني، وباعتبارها كذلك ينص القانون الفرنسي على وجوب إبقائها في فرنسا لمدة 30 شهرًا على الأقل مما يمنح الحكومة الوقت الكافي لجمع الأموال لشرائها.